# هوا فطيح
هوا فطيح هو كهف كارستي كبير يقع في برقة في شمال شرق ليبيا. كان هذا الموقع ذا أهمية للبحث في التاريخ الأثري الأفريقي وعصور ما قبل التاريخ البشري الحديث تشريحًا لأنه كان محتلاً خلال العصر الحجري القديم الأوسط والعليا والعصر الحجري الأوسط والعصر الحجري الحديث. يعود تاريخ وجود الإنسان الحديث في الكهف إلى 200,000 سنة مضت.
يصف مصطلح 'هوا' بنية كهفية نموذجية للمنطقة الساحلية المحلية، والتي تشكلت في شكلها الحالي من خلال عمليات تآكل البحر خلال المرحلة المبكرة من العصر الجليدي.

## الموقع والبيئة
هوا فتية هو 1 كيلومتر (0.62 ميل) من الساحل وتوجد بالقرب من الجانب الشمالي للهضبة عند قاعدة الجبل الأخضر (أو الجبل الأخضر). المدخل يواجه الشمال باتجاه البحر الأبيض المتوسط.

## علم الطبقات والتخطيط

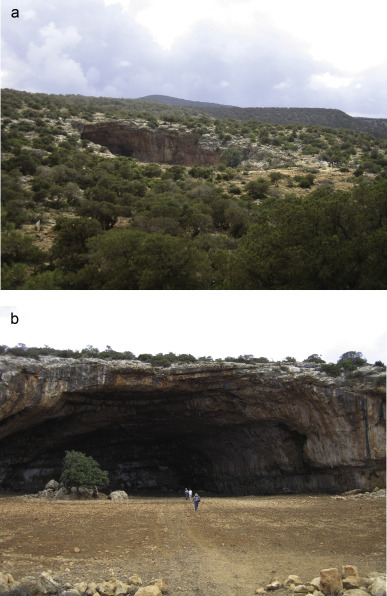
كهف هوا فطيح

هوا فتية 50 متر (160 قدم) بارتفاع 20 متر (66 قدم) في المدخل الشمالي بعرض 80 متر (260 قدم) تمتد على الجزء الداخلي المسقوف من الكهف. يتم تحديد الطبقات الطبقية الأفقية من خلال أنواع الرواسب الموجودة في كل طبقة ويتم دعمها باستخدام تقنيات التأريخ بالكربون المشع.
يُظهر المقياس الزمني الجيولوجي في هوا فطيح التغيرات المناخية الرئيسية التي حدثت خلال العصر الجليدي. خلال المرحلة الأخيرة من فترة Riss-Wurm بين الجليدية، كان الخط الساحلي ستة أمتار فوق مستوى سطح البحر الحالي. المرحلة الرئيسية الثانية هي تلك التي كان مستوى سطح البحر فيها عشرين مترا تحت مستوى سطح البحر الحالي.

## اكتشف وابحث
تم اكتشاف هوا فطيح لأول مرة في عام 1948 من قبل تشارلز ماكبرني. قام ماكبيرني وفريقه بالتنقيب في الموقع من عام 1950 إلى عام 1955. لم يتم إجراء الحفريات بعد عام 1955 حتى آخر أعمال التنقيب في عام 2007. منذ عمليات التنقيب التي قام بها ماكبرني، كان هناك الكثير من التعرية في هذا الكهف وترسبت طبقات رسوبية ثقيلة فوق الموقع الأصلي أيضًا.
بدأ مشروع حديث يُدعى Cyrenaica Prehistory Project (CPP), يديره غرايم باركر من كامبردج، في عام 2007. الهدف من هذا البرنامج هو توسيع المعرفة والفهم لتسلسل استخدام الكهف وتاريخ التغيرات البيئية وكيف تكيف البشر مع هذه التغييرات. يحاول CPP إعادة بناء تاريخ المناخ والبيئة والنشاط البشري في هوا فطيح. يخطط المشروع لاكتساب نظرة ثاقبة لهذه المناطق من خلال الدراسات الجيومورفولوجية والبيئية القديمة والأثرية داخل الكهف ومن المناظر الطبيعية المحيطة. تتضمن بعض الأسئلة التي تهدف CPP الإجابة عليها، «متى وصل الإنسان الحديث تشريحياً لأول مرة إلى الشواطئ الشمالية لأفريقيا؟ كيف تعاملوا مع السكان الأوائل مع آثار التغيرات المناخية العميقة والمفاجئة في كثير من الأحيان؟ هل كانت» الحداثة السلوكية«حاسمة لنجاح استعمارهم لشمال أفريقيا؟ متى، وكيف، ولماذا لم الزراعة تتطور في الهولوسين؟» كما هو موضح من قبل جامعة كامبريدج.
من عام 2007 حتى عام 2013, تم الانتهاء من 7 مواسم حفر بواسطة CPP.

## حساب الحفريات
بدأ التحقيق في هذا الموقع في عام 1951 في خندق سبر في الجانب الغربي من الكهف، بعمق 10 × 10 × 2 متر. في عام 1952, تم حفر خندق السبر الثاني أفقيًا فوق الخندق الأول بعمق 7 × 6 × 5.5 متر. أخيرًا، تم حفر خندق عميق بعمق 3.8 × 1.6 × 6.5 متر مما جعل عمق الحفر الكلي 14 مترًا.

## الاكتشافات والتحف والبقايا
هناك سبع مراحل ثقافية مميزة يحددها ماكبيرني من هذه الطبقات المحفورة. تشمل البقايا الثقافية لهذا الموقع في الطبقة العلوية المواقد ذات المنخفضات الضحلة التي كانت تستخدم على الأرجح في حرائق الطهي والرواسب.
تم الحصول على تواريخ الكربون الأصلية من تنقيب ماكبرني من عينات من فحم الخشب وشظايا العظام. تم تقييم العديد من العينات الأصلية من حفريات McBurney والمواد من أحدث الحفريات وتأكيدها باستخدام العديد من تقنيات التأريخ الحديثة خلال CPP. كانت المرحلة الأولى والأقدم تحتوي على القطع الأثرية للشفرة والشفرة التي يعود تاريخها إلى 80 إلى 65000 سنة مضت (80-65 kya). احتوت المرحلة الثانية من عمق 19 إلى 28 قدمًا على أحجار ليفالواسو موستيرية مؤرخة من 65 إلى 40 كيا مع تقنيات التأريخ الحالية التي تشير إلى أن هذه الاكتشافات مؤرخة بشكل وثيق من 73 إلى 43 كيا. على عمق 23 قدمًا تم اكتشاف فكٍ بشري حديث يعود تاريخه إلى ما بين 73 و 65 كيلو. تم العثور على أدلة وفيرة على صناعة الشفرات Levalloiso-Mousterian خلال المرحلة الثانية من تغير المناخ تظهر أنه لا يوجد تقليد راسخ في صناعة الشفرات بين هؤلاء الأشخاص خلال هذا الوقت. كانت هناك مواقد صغيرة وتراكمات طعام وعظام موجودة أيضًا في هذه المرحلة.
تم العثور على قطعة من الفك السفلي البشري في أغسطس 1952. كانت الشظايا التي تم العثور عليها هي الفرع الأيسر المتصاعد وجزء من عملية اللقمة مع الضرس الثاني والثالث. ظهر ضرس العقل لكنه لم ينكشف لفترة طويلة، مما يشير إلى أن هذه العينة كانت في مرحلة الشباب، واقترح من سن الثامنة عشرة إلى الخامسة والعشرين، عند الوفاة. منتصف العظم سليم ولكن الجزء الجانبي منه قد تدمر جزئيًا. من القياسات التقنية لهذه القطعة، كان يُعتقد أن هذه العينة مرتبطة ارتباطًا وثيقًا بإنسان نياندرتال ولكن الأبحاث الحديثة، كما تم تحديد أجزاء الفك السفلي، هي من إنسان حديث تمامًا أو من الإنسان العاقل.
المرحلة الثالثة، الطبقات من 18 إلى 9 أقدام لأسفل احتوت على شفرات «دبان» التي تتراوح من 40 إلى 15 كيلو. يعتبر دبان نوعًا مبكرًا من صناعة الشفرات يُطلق عليه صناعة الشفرات والبورين. يُعتقد أن هذا النوع من الشفرات هو أقدم شفرة في العصر الحجري القديم الأعلى ولا يوجد إلا في هوا فطيح وموقع آخر قريب. لا تزال أصول الدبان مجهولة تمامًا.
في المرحلة 4, طبقات 8 إلى 7 أقدام، يوجد مخبأ يحتوي بشكل أساسي على عظام وأسنان للثدييات، وكميات كبيرة من قواقع البطلينوس والقواقع والقواقع الأرضية. تميزت هذه المرحلة أيضًا بأدوات ميكروليثية لاحقة من العصر الحجري مؤرخة من 14 إلى 10 كيا.
تم العثور على أدوات الميزوليتية الدقيقة التي يتراوح حجمها بين 10 و 7 كيا بشكل أساسي في المرحلة الخامسة (من 7 إلى 6 أقدام أسفل) وكان هناك وجود للسيراميك.
احتوت المرحلة السادسة (من 5 إلى 4 أقدام أسفل) على شظايا فخار من العصر الحجري الحديث وعظام حيوانات مستأنسة تعود إلى ما بين 7 و 4.7 ألف سنة. تم العثور على شظايا الصوان بالإضافة إلى الأدوات الجاهزة، وكاشطات القشرة, ورؤوس الأسهم, وسكين ثنائي الوجه, وقضبان ثلاثية السطوح مقشرة بالضغط ورؤوس حفر. من الشائع أيضًا وجود بيض النعام المزخرف وأصداف البحر المثقوبة في هذه المرحلة. يُعتقد أن ثقب هذه القذائف كان لأسباب تتعلق بالاستهلاك وتم تنفيذه بواسطة أدوات صغيرة ذات نصل.
احتوت المرحلة السابعة والأخيرة، من 4 إلى 0 قدم أسفل على هياكل تعود إلى العصر الروماني وأشير إلى تربية الحيوانات. يمكن التعرف على مداخن وعثر على بعض القطع الفخارية ذات الأصل المحلي والروماني.

## مناقشة وآثارها
غالبًا ما يكون عصور ما قبل التاريخ في شمال إفريقيا موضوعًا للنقاش المشترك في العديد من المجالات بما في ذلك تشتت الإنسان الحديث، وتكيفه مع التغيرات المناخية والتطورات الزراعية. تقدم هوا فطيح معلومات هائلة لمثل هذه المناقشات بسبب احتلالها المستمر وطويل الأمد من قبل البشر. على الرغم من وجود بعض الحفريات التي بدأها McBurney واستمرت الآن من قبل CPP, لا يزال هناك العديد من الحفريات اللازمة لتوضيح ودعم النتائج الحالية.